# Zinaida Kuprijanovič
Zinaida Aljaksandraŭna Kuprijanovič, nota anche con gli pseudonimi Zena e Zina Bless (in bielorusso Зінаіда Аляксандраўна Куприянович?; Minsk, 17 settembre 2002), è una cantante, attrice e conduttrice televisiva bielorussa.
Ha rappresentato la Bielorussia all'Eurovision Song Contest 2019 con il brano Like It.

## Biografia

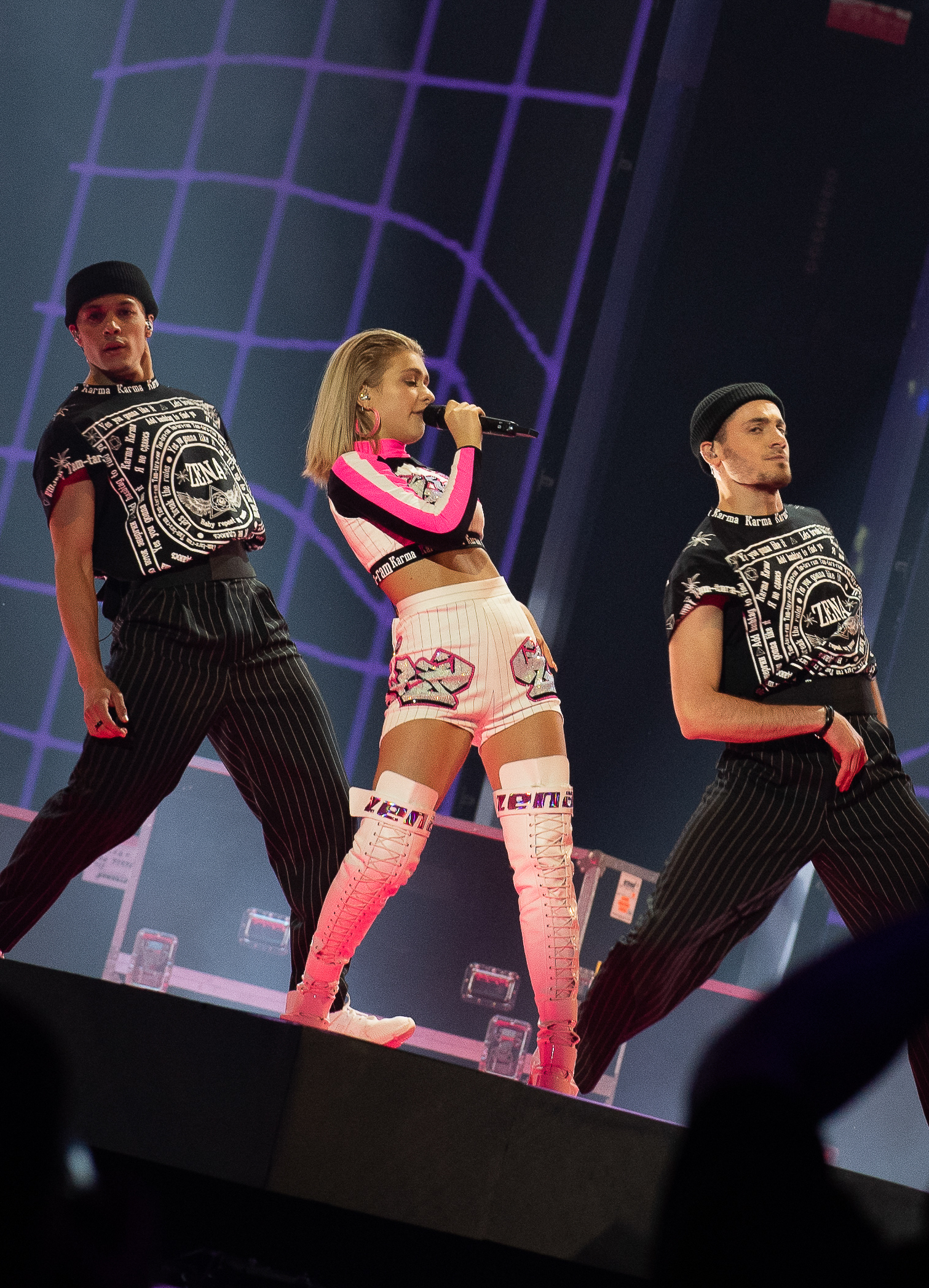
Kuprijanovič mentre si esibisce alle semifinali dell'Eurovision Song Contest, 14 maggio 2019

Zena si è fatta conoscere al grande pubblico partecipando al festival New Wave a Jūrmala, in Lettonia nel 2013, e allo Slavjanski Bazaar a Vicebsk nel 2014.
Nel 2015 ha preso parte al Junior Eurofest, processo di selezione nazionale per il Junior Eurovision Song Contest 2015, dove ha presentato il brano Mir, classificandosi quarta. L'anno successivo ha riprovato a rappresentare nuovamente il paese con il brano Kosmos, questa volta conquistando un terzo posto sul podio.
Nel 2017 ha prestato la sua voce a Vaiana, protagonista del film Disney Oceania, nella sua versione in lingua russa, ruolo che ricoprirà anche nel film Ralph spacca Internet.
Nel 2018 ha presentato il Junior Eurovision Song Contest 2018 a Minsk insieme al giornalista Jaŭgen Perlin ed Helena Meraai, la rappresentante bielorussa dell'anno precedente. Insieme a Helena Merrai e Daniėl' Jamstremskij ha scritto il brano Light Up, che è stato utilizzato come inno ufficiale della manifestazione.
Nel 2019 Zena ha preso parte alla selezione nazionale per la ricerca del rappresentante eurovisivo bielorusso, con il brano Like It. Nella serata finale del 7 marzo è stata proclamata vincitrice del programma, avendo ottenuto il massimo dei punteggi da parte della giuria. Questo le ha concesso il diritto di rappresentare la Bielorussia all'Eurovision Song Contest 2019 a Tel Aviv, in Israele. Dopo essersi qualificata dalla prima semifinale del 14 maggio, si è esibita per diciannovesima nella finale del 18 maggio successivo. Qui si è classificata al 24º posto su 26 partecipanti con 31 punti totalizzati, di cui 13 dal televoto e 18 dalle giurie.

## Discografia

### EP
- 2021 – Na grani
- 2021 – Tancy pod Lunoj
- 2021 – Nebezobidnyj
- 2021 – Junost'

### Singoli
- 2015 – Mir
- 2016 – Kosmos
- 2018 – Light Up (feat. Helena Merrai e Daniel Jastremskij)
- 2019 – Like It
- 2021 – Groza i Muza
- 2021 – Ladies (con Freddy Red)
- 2021 – Na grani
- 2021 – Slightly
- 2021 – Karavella
- 2021 – Tancy pod Lunoj
- 2021 – Blue Air
- 2021 – Odni
- 2021 – Nebezobidnyj
- 2021 – Ty uvolen
- 2021 – Broken Car
- 2022 – Koleso
- 2022 – Squad
- 2022 – Easy
- 2022 – Wfk
- 2022 – So What
- 2023 – Unesla
- 2023 – Jad

## Filmografia

### Doppiatrice
- Vaiana in Oceania e Ralph spacca Internet (versione russa)
- Emilie "Emily" in Sunny Bunnies: The Cinema Express